# 肉蓯蓉
肉蓯蓉（学名：Cistanche deserticola），又稱作蓯蓉、甜蓯蓉、地精、甜大芸、肉松蓉，是列當科下一種全寄生的植物。
肉蓯蓉是多年生的，高0.4-1.6米。它們沒有葉綠素，從 紅柳 和 梭梭（Haloxylon ammodendron）寄主根部中吸取養分及水分。

## 分佈
肉蓯蓉廣泛分佈在中國的沙漠，如甘肅、陝西及青海，以及新疆、寧夏及內蒙古等自治區。

## 保育

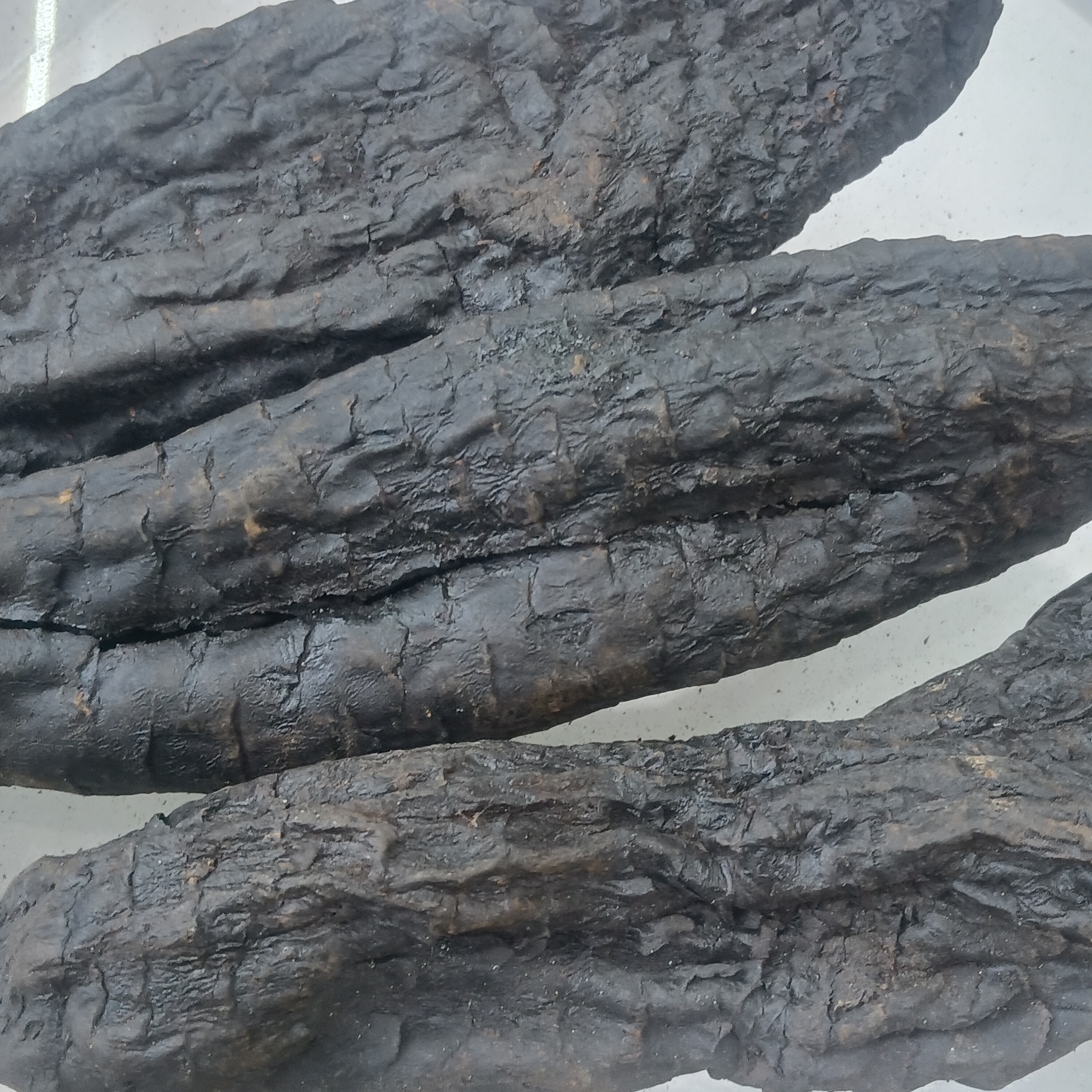
市售的中药肉苁蓉

肉蓯蓉是一種中藥，正逐漸被消耗。肉蓯蓉現正受到《瀕危野生動植物種國際貿易公約》附錄二的保護。另外，梭梭因作為柴火而減少亦使它們衰落。

## 延伸阅读
[在维基数据编辑]
 《欽定古今圖書集成·博物彙編·草木典·肉蓯蓉部》，出自陈梦雷《古今圖書集成》
 《植物名實圖考·肉蓯蓉》，出自吳其濬《植物名實圖考》

## 外部連結
- Cistanche and Endangered Species Issues Affecting the Herb Supply （页面存档备份，存于）
- 肉蓯蓉 中藥材圖像數據庫  (香港浸會大學中醫藥學院) （中文）（英文）
- 肉蓯蓉 Rou Cong Rong （页面存档备份，存于） 中藥標本數據庫 (香港浸會大學中醫藥學院) （繁體中文）（英文）